# لقنورانية
اللقنورانية (الاسم العلمي: Lecanoromycetes) هي طائفة من الفطريات تتبع الصف .

## التصنيف
- اللقنورانيات
  - اللقنوريات
    - اللقنوراويات
- الحلمانيات الأبواغ (الاسم العلمي: Acarosporomycetidae)
- الزقيانيات الأشنية (الاسم العلمي: Ostropomycetidae)